# Діти слави (фільм)
«Діти слави» (від англійської назви фільму — англ. Children of Glory, угорська назва — угор. Szabadság, szerelem — «Свобода, любов») — угорський художній фільм про угорське повстання 1956 року і «кривавий» півфінал з водного поло між збірними СРСР та Угорської Народної Республіки на Олімпіаді в Мельбурні відомий як матч «Кров у басейні». Розповідаючи історію 1956 року частково через вигаданих персонажів, кінематографісти одночасно відтворили багато з ключових суспільних подій революції, в тому числі масові демонстрації і бої на вулицях Будапешта у жовтні-листопаді 1956.

## Сюжет
1956 рік. У центрі сюжету Корчі Сабо — капітан олімпійської збірної Угорської Народної Республіки з водного поло. Його кар'єра успішно розвивається: він улюбленець як пересічних вболівальників, так і високопоставлених чиновників. Попереду безхмарне майбутнє, слава, увагу дівчат. Але все змінюється за один день. Любов, революція, танки на вулицях Будапешта, тіла розстріляних — все це штовхає молодого спортсмена у вир повстання. Фільм розповідає про історичні події, пов'язані з Угорською революцією 1956 року, а також нагадує про знаменитий «кривавий» півфінал з водного поло між збірними СРСР та Угорщини на олімпіаді в Мельбурні.

## Акторський склад
Ката Добо, Іван Феньє, Карой Гестеші, Тамаш Йордан, Тамаш Керестеш, Пітер Хауманн, Роберт Мартон, Корнел Саймон, Анталь Цапко, Імре Бакса, Аттіла Барані, Ласло Чендеш, Ласло Домокош та ін.

## Прокат
Вперше фільм був продемонстрований в кінотеатрах Угорщини 23 жовтня 2006 року до 50-ї річниці революції. 29 жовтня 2006 року відбувся показ в Білому домі для президента Джорджа Буша. Прем'єра в Німеччині — 10 лютого 2007.
Фільм дубльований білоруською телеканалом Белсат. Прем'єра на телеканалі «Белсат» відбулася 24 червня 2012 року. В Україні не перекладався.